# Аддис-Абебська угода
Аддис-Абебська угода (англ. Addis Ababa Agreement) — була підписана в 1972 році, поклавши край  суданській громадянській війні. Домовленості, досягнуті між сторонами, були включені в конституцію Судану.

## Результати
Аддис-Абебська угода гарантувала автономію для південного регіону країни (що складався з трьох провінцій), створення 12-тисячної армії, в якій було б порівну північних і південних офіцерів. Арабська мова визнавалася єдиною офіційною мовою в Судані, а англійська отримала статус регіональної мови на півдні країни.

## Розірвання договору
Угода не змогла розвіяти напруженість в країні, за 10 років мирного життя сторонам так і не вдалося навчитися мирно співіснувати в одній державі. У 1983 році президент Судану Джафар Мухаммед Німейрі оголосив про створення ісламської держави, який живе за законами шаріату, в тому числі і для християн на півдні країни. Автономна область Південний Судан була скасована 5 червня 1983 року, поклавши початок  Другій громадянській війні..